# スポルティング・アトレティコ
スポルティング・アトレティコ（Sporting Atlético）は、スペイン・アストゥリアス州ヒホンを本拠地とするスポルティング・デ・ヒホンのリザーブチーム。2023-24シーズンはテルセーラ・フェデラシオンに所属している。

## 歴史
1960年、スポルティング・デ・ヒホン傘下のクラブとして当時は独立して運営されていたCDヒホン（Club Deportivo Gijón）が設立された。しかし、1966年にSDラ・カモチャ（Sociedad Deportiva La Camocha）を正式にリザーブチームとして登録し、CDヒホンは提携クラブとして運営されるようになった。それから4年後、ラ・カモチャはスポルティング・ヒホンから完全に独立し、これによりCDヒホンがスポルティング・ヒホンのリザーブチームへと変更され、1991年からはスポルティング・デ・ヒホンBへクラブ名を改名した。
2023年7月6日、クラブ名をスポルティング・アトレティコ（Sporting Atlético）とすることが発表された。

### クラブ名の変遷
- 1960-1979 : CDヒホン（Club Deportivo Gijón）
- 1979-1991 : スポルティング・デ・ヒホン・アトレティコ（Sporting de Gijón Atlético）
- 1991-2023 : スポルティング・デ・ヒホンB（Sporting de Gijón B）
- 2023- : スポルティング・アトレティコ（Sporting Atlético）

## タイトル

### 国内タイトル
- セグンダ・ディビシオンB : 2回
  - 1995-96, 1996-97

- テルセーラ・ディビシオン : 4回
  - 1978-79, 1980-81, 1988-89, 2016-17

### 国際タイトル
- なし

## 過去の成績
| シーズン | 部 | ディビジョン | 順位 |
| -------- | -- | ------------ | ---- |
| 2000-01  | 3  | セグンダB    | 5位  |
| 2001-02  | 3  | セグンダB    | 17位 |
| 2002-03  | 4  | テルセーラ   | 3位  |
| 2003-04  | 4  | テルセーラ   | 3位  |
| 2004-05  | 4  | テルセーラ   | 5位  |
| 2005-06  | 4  | テルセーラ   | 7位  |
| 2006-07  | 4  | テルセーラ   | 4位  |
| 2007-08  | 4  | テルセーラ   | 2位  |
| 2008-09  | 3  | セグンダB    | 16位 |
| 2009-10  | 3  | セグンダB    | 12位 |
| 2010-11  | 3  | セグンダB    | 19位 |
| 2011-12  | 3  | セグンダB    | 10位 |
| 2012-13  | 3  | セグンダB    | 13位 |
| 2013-14  | 3  | セグンダB    | 9位  |
| 2014-15  | 3  | セグンダB    | 11位 |
| 2015-16  | 3  | セグンダB    | 17位 |
| 2016-17  | 4  | テルセーラ   | 1位  |
| 2017-18  | 3  | セグンダB    | 2位  |
| 2018-19  | 3  | セグンダB    | 11位 |
| 2019-20  | 3  | セグンダB    | 15位 |

| シーズン | 部 | ディビジョン   | 順位    |
| -------- | -- | -------------- | ------- |
| 2020-21  | 3  | セグンダB      | 9位/6位 |
| 2021-22  | 5  | テルセーラRFEF | 2位     |
| 2022-23  | 5  | 連盟3部        | 2位     |
| 2023-24  | 5  | 連盟3部        |         |

- 31シーズン - セグンダ・ディビシオンB
- 16シーズン - テルセーラ・ディビシオン
- 3シーズン - テルセーラ・フェデラシオン

## 歴代監督
- アントニオ・マセーダ 1997
- マルセリーノ 1998-2003
- アベラルド 2008-2010, 2012-2014
- ホセ・アルベルト 2016-2018
- セルヒオ・サンチェス 2021-2022

## 歴代所属選手
- ホアキン・アロンソ 1975-1976
- フアン・カルロス・アブラネード 1981-1984
- ルイス・エンリケ 1988-1990
- マルセリーノ 1990-1994
- ダビド・ビジャ 1999-2001